# Garden Air Tower
La Garden Air Tower (ガーデンエアタワー) est un gratte-ciel construit à Tokyo de 2000 à 2003 dans le district de Chiyoda-ku. 
Il mesure 153 mètres de hauteur et abrite des bureaux sur 35 étages, pour une surface de plancher de 93 155 m².
Il fait partie du complexe I-Garden Air qui comprend aussi la Tokyo Residence.
Les architectes sont les sociétés Nikken Sekkei et Nikken Housing System